# مارك هيغينز (سائق)
مارك هيغينز (بالإنجليزية: Mark Higgins)‏ مواليد 21 مايو 1971، هو سائق راليات بريطاني بدأ مسيرته في سنة 1990. كان أول رالي له هو رالي ويلز 1990. تسابق في بطولة العالم للراليات.

## فرق مثلها
- نيسان موتورز
- فولكس فاجن
- فوكسهول موتورز
- فريق فورد للراليات

## روابط خارجية
- مارك هيغينز على موقع Rallye-info.com (الإنجليزية)
- مارك هيغينز على موقع eWRC-results.com (الإنجليزية)